# Divadlo MA

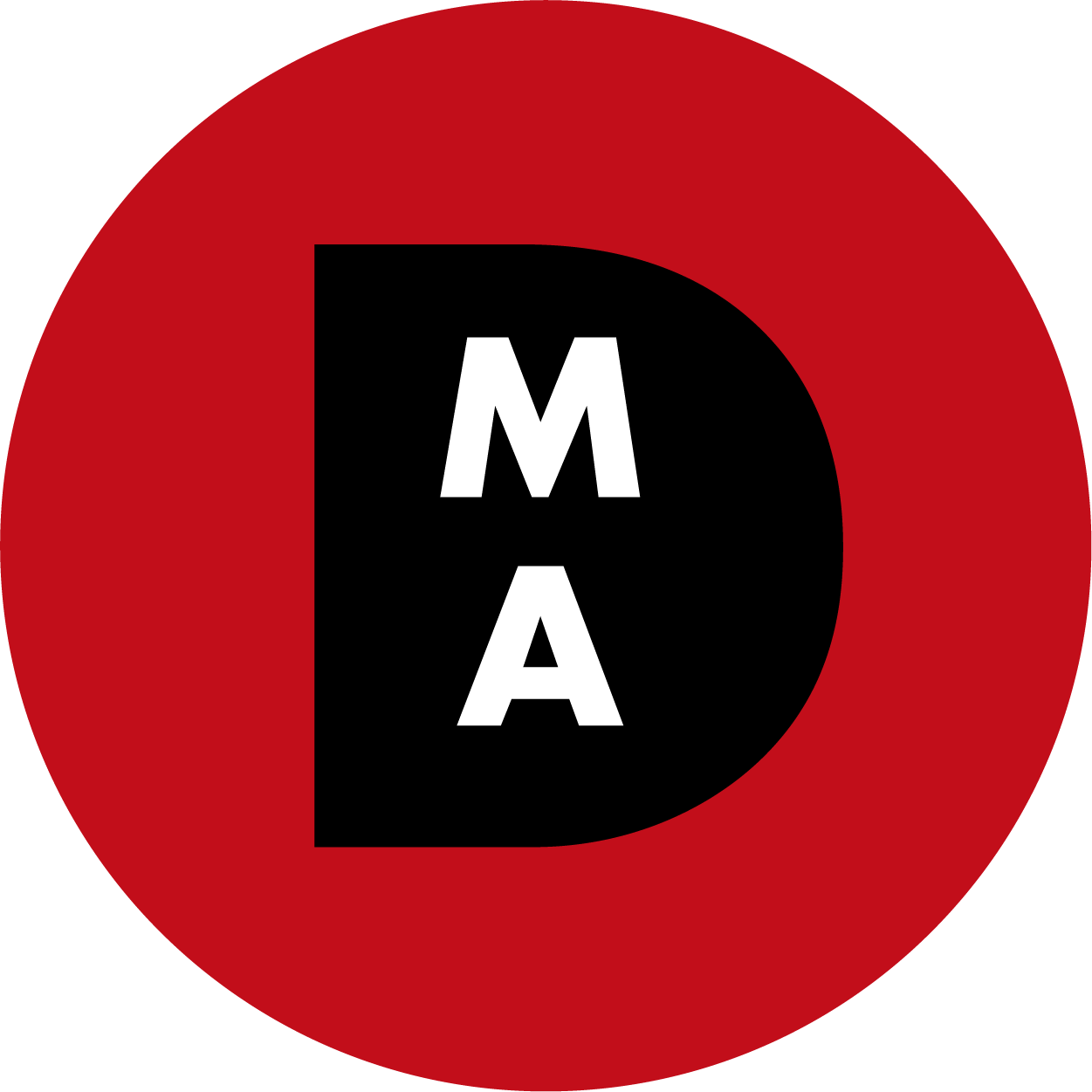
logo Divadla MA

Divadlo MA je nezávislé profesionální divadlo sídlící v Praze. Jeho domovskou scénou je Divadlo v Celetné. Pravidelně vystupuje ve Werichově vile a také v Divadle Na Prádle. Soubor hraje proti-totalitní hry, hry s tématem migrace, hry zaměřené proti antisemitismu, xenofobii a rasismu. Inscenace souboru jsou také zvány do zahraničí (Tel Aviv, Verbier, Schloss Elmau, Londýn, Ženeva), jsou uváděny na festivalech v ČR (Dny české a německé kultury, Dny Izraele, Festival Demokracie Forum 2000). Umělecký patronát nad Divadlem MA drží jedna z nejuznávanějších osobností klasické hudby současnosti, klavírista Jevgenij Kissin.
Divadlo MA pátým rokem pořádá Letní Grébovku s Divadlem MA – letní divadelní scénu v Grottě v Havlíčkových sadech na Praze 2. V listopadu 2022 měl na festivalu 3KinoFest v Praze premiéru dokument režiséra Václava Müllera Zabíjení draka s podtitulem „Prvních 100 dní ruské agrese na Ukrajině pohledem unikátní malé scény v Praze.“
V Divadle MA v současnosti působí Marianna Arzumanova, Ondřej Král, Jiří Valeš, Hanny Firla, Eliška Nezvalová, Pavlína Kročová, Štefan Radačovský, Eva Alner Jízdná, Janusz Hummel, Tereza Slánská a další.

## Historie Divadla MA

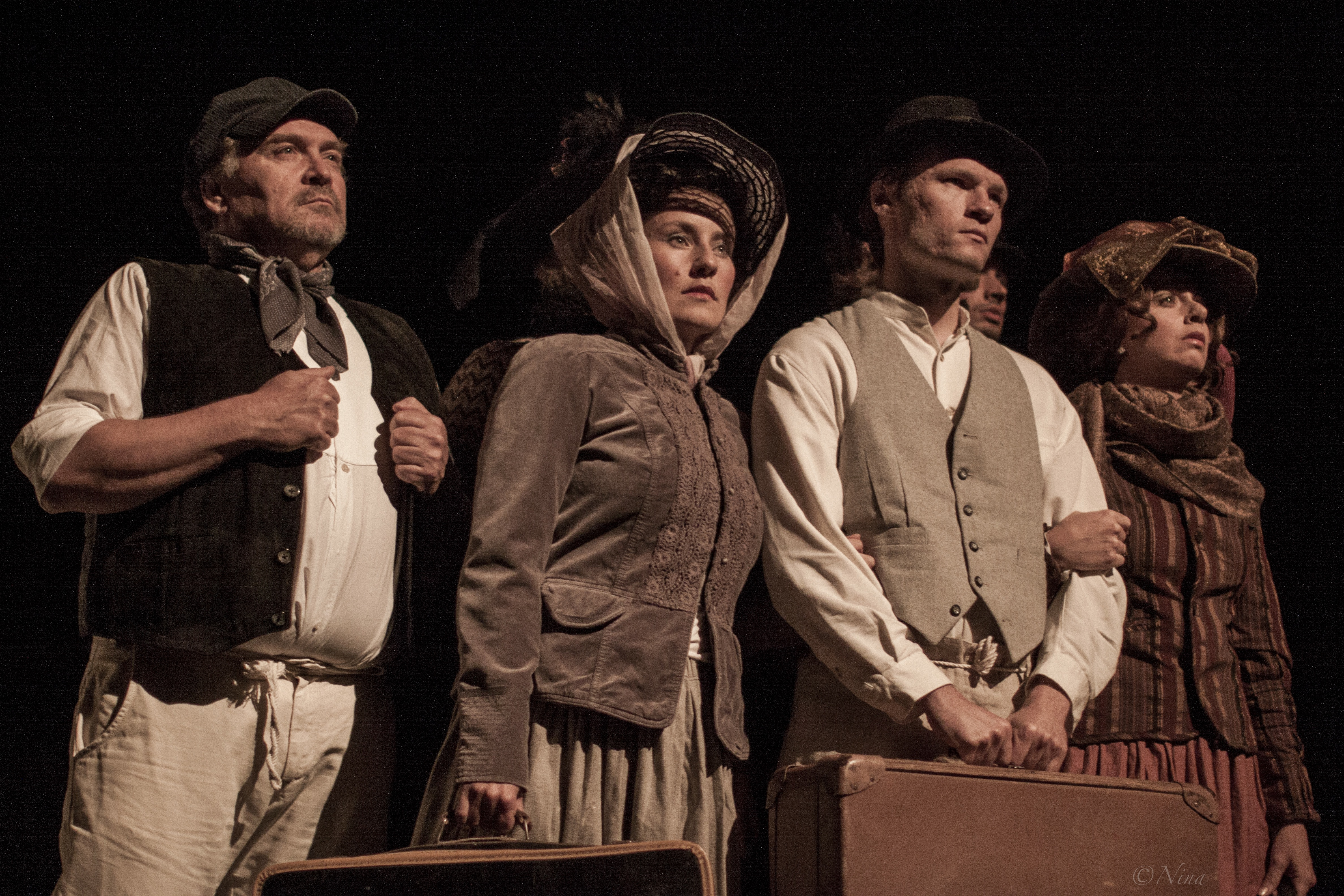
Buenos Aires, vystupte!

Svoji činnost zahájilo v roce 2013, ještě jako Divadlo Marianny Arzumanové pojmenováno podle zakladatelky a režisérky souboru. Část zakládajích členů souboru tvořili expati a tanečníci tanga. Prvním představením byla nonverbální autorská hra Marianny Arzumanové Buenos Aires, vystupte! z roku 2013, která na podzim oslavila 10 let na scéně. Divadlo MA působilo postupně v D21, Divadle Na Prádle, v Divadle v Celetné a hostovalo v Divadle v Řeznické, v Divadle Kolowrat a na Malé scéně Divadla na Vinohradech. V letech 2020–2023 všechny hry v repertoáru uvádělo na vlastní scéně v Divadle MA, Žitná 41.
V roce 2020 divadlo poprvé uspořádalo akci Letní divadlo v Grébovce, která nyná nese název Letní Grébovka s Divadlem MA.
Od podzimu 2023 soubor působí opět v Divadle v Celetné. Pravidelně hraje ve Werichově vile pro školy v rámci edukativního projektu podpořeného MČ Praha 1, Nadací Život umělce a Nadačním fondem obětem holocaustu, a v Divadle Na Prádle uvádí pro školy pohádku Zimní kouzlo.

## Letní Grébovka s Divadlem MA

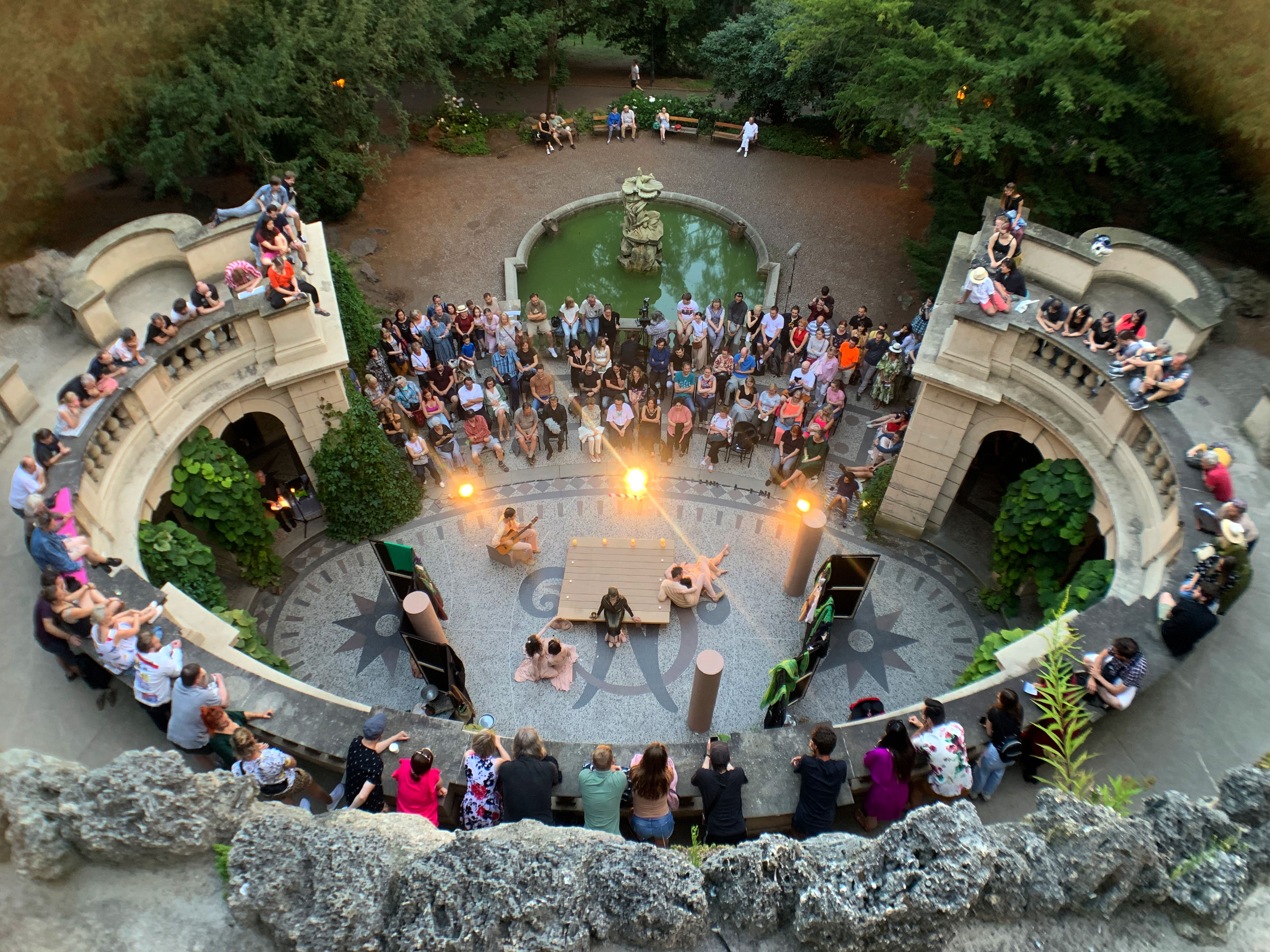
Lásky hra osudná

Divadlo MA od roku 2020 pořádá v srpnu Letní Grébovku s Divadlem MA – letní divadelní scénu v novorenesanční architektonické památce Grotta v Havlíčkových sadech na Praze 2. Poslední tři ročníky zde soubor uvádí premiéry nových inscenací, které jsou nazkoušeny přímo pro Grottu. Akce nabídla 20 představení a 7 různých inscenací.
Akce se koná pod záštitou a s finanční podporou MČ Praha 2 a rovněž podporou Nadace Život umělce.

## Vytvořené incenace
- Buenos Aires, vystupte! – autorská hra Marianny Arzumanové o příbězích migrantů z Evropy do Argentiny v letech 1914–1946 vepsaných v argentinském tangu
- Traktát o lásce – autorská hra Marianny Arzumanové
- Zabít draka – podle protitotalitní hry Drak (1943) Jevgenije Švarce. Inscenace Zabít draka byla uvedena v rámci programu festivalu Demokracie Forum 2000.
- Zakopaný pes – hra na motivy anglické psychologické detektivky Dangerous Corner (1932) J. B. Priestleyho
- Adresát neznámý – drama podle novely Address Unknown (1938) Kressmann Taylorové
- Polyfonie.Čechov.cz – originální komedie podle textů Antona Čechova
- Gramofon – autorská hra Marianny Arzumanové s hudbou Jevgenije Kissina a libetem Borise Sandlera v jidiš. Hra je inspirována příběhem přeživší holocaustu Heleny Citronové
- Papinův hrnec – představení na motivy hry Kuchyň (1957) Arnolda Weskera
- Zimní kouzlo – představení na motivy pohádky O dvanácti měsíčkách Boženy Němcové
- Lásky hra osudná – hra ve stylizaci commedia dell'arte bratří Čapků
- Don Giovanni: Génius, či zločinec? – originální hra podle textů Alexandra Puškina a Davida Samojlova[17]